# ملعب بيتالينغ جايا
ملعب بيتالينغ جايا أو ملعب إم بي بي جي هو ملعب متعدد الأغراض في ضاحية كلانا جايا في بيتالينغ جايا، في سلانغور، ماليزيا. وافتُتح الملعب في عام 1996، وله سعة تبلغ 25،000. وقد تم بناؤه في الوقت المناسب لألعاب الكومنولث لعام 1998، واستضاف مباريات اتحاد الرغبي في الألعاب.
في الوقت الراهن، يستخدم الملعب في معظمه لمباريات كرة القدم. والمستأجرون الحاليون للملعب هم بيتالينغ جايا رينجرز (بي جي رينجرز) وإم آي إس سي-إم آي إف إيه.